# نهر وادي البربر
وادي البربر (بالإسبانية: Río Guadalbarbo)‏ هو نهر بجنوب إسبانيا، يجري النهر في مقاطعة قرطبة ويصب في نهر الوادي الكبير.